# سیاست در عربستان سعودی
سیاست عربستان سعودی در چارچوب یک پادشاهی مطلقه تمامیت‌خواهانه با قوانین اسلام‌گرایی، که در آن پادشاه عربستان سعودی هم رئیس کشور و هم رئیس حکومت است شکل می‌گیرد پادشاه بر تمام امور کشوری و لشکری تسلط کامل دارد پادشاه قادر به انجام هر کاری در کشورش است. تصمیمات تا حد زیادی براساس مشورت در میان شاهزادگان ارشد خانواده سلطنتی و هیئت مذهبی گرفته می‌شود. قرآن به عنوان قانون اساسی کشور اعلام شده‌است که بر اساس قوانین اسلامی (شریعت) اداره می‌شود. شورای بیعت مسئول تعیین پادشاه جدید و ولیعهد جدید است. کلیه شهروندان بالغ حق دارند از طریق جلسه سنتی قبیله‌ای معروف به مجلس، مستقیماً در جلسات، ملاقات و طومار پادشاه شرکت کنند.
تازه‌ترین آمار «اتباع خارجی» در عربستان سعودی: سازمان آمار عربستان سعودی اعلام کرد که ۱۳٫۴ میلیون نفر از کل جمعیت این کشور اتباع کشورهای دیگر هستند. طبق گزارش سازمان آمار عربستان سعودی، ۱۳٫۴ میلیون نفر از کل جمعیت این کشور اتباع کشورهای دیگر هستند. سازمان آمار عربستان سعودی اعلام کرد که طبق آمار مربوط به سال ۲۰۲۲، جمعیت عربستان سعودی ۳۲ میلیون و ۲۰۰ هزار نفر بوده‌است. از این میان ۱۸ میلیون و ۸۰۰ هزار نفر از جمعیت این کشور را شهروندان سعودی و ۱۳ میلیون و ۴۰۰ هزار تن را نیز اتباع کشورهای دیگر تشکیل می‌دهند. در حالی ۵۸٫۴ درصد از افرادی که در این کشور زندگی می‌کنند شهروندان عربستان سعودی هستند که ۴۱٫۶ درصد از جمعیت نیز اتباع کشورهای دیگر هستند. اتباع بنگلادش، هند، پاکستان، یمن، مصر، سودان، سوریه، اردن، فلسطین، لبنان، کویت، سومالی و تونس دارای بیشترین جمعیت خارجی‌ها در عربستان سعودی هستند.
از سال ۱۹۳۲ که پادشاهی آل سعود بنیان نهاده شد، این کشور پادشاهی مطلقه داشته‌است. پادشاه باید برای بیش‌تر تصمیم‌هایی که می‌گیرد، تأیید علما و رهبران دینی کشور را داشته باشد. پادشاه مسئول پاسداری و نگاهبانی از مسجدالحرام در مکه و مسجد النبی در مدینه (نام‌ور به خادم الحرمین الشریفین) است.
در این کشور حزب سیاسی، مجلس و انتخابات وجود ندارد. دین اسلام از قدرتمندترین نهادهای جامعه‌است و نظام دادرسی وابسته به دولت و نیروی انتظامی (شرطه) آن کشور موظف به اجرای قانون‌های امر به معروف و نهی از منکر هستند. خانواده پادشاهی آل سعود خواستار سلطه کامل سیاسی بر عربستان سعودی هستند. هم‌اکنون نیز قدرت در پادشاهی سعودی در دست کبارالعلما و پادشاه متمرکز است.
عربستان سعودی به لحاظ نوع کنترل سیستم اجرایی، یک سرزمین مستقل به‌شمار می‌آید. این کشور از ۱۳ استان درست شده که در رأس هرکدام از آن‌ها، یکی از شاه‌زادگان سعودی فرمان می‌راند و از اختیارات کامل برخوردار است.
در عربستان سعودی در رأس حکومت مرکزی، پادشاه قرار دارد که ریاست قوه مجریه، به عنوان اصلی‌ترین قوه کشور، در دست اوست. میزان کنترل حکومت مرکزی بر همه سرزمین عربستان سعودی به دلیل حضور شاه‌زادگان سعودی در امیری استان‌ها، یکسان است.
در پادشاهی سعودی بزرگان و آموزگاران پایه نخست دین اسلام، همواره نقش مهمی در کشور بازی کرده‌اند و قدرت سیاسی بی‌پایانی دارند. بزرگان عربستان سعودی دربرگیرنده دانشمندان دینی، قضات، وکلا، مدرسان، و پیش‌نمازان هستند.
در عربستان سعودی، شورای علمای اعظم قدرت عزل و نصب پادشاه را دارند. این گروه به صورت هفتگی با شاه دیدار می‌کنند. در بسیاری از موارد حکومتی، شاه با علما مشورت می‌کند. بیشتر بزرگان عربستان سعودی به خاندان بزرگ الشیخ وابسته هستند که از نوادگان محمد بن عبدالوهاب بنیان‌گذار فرقه وهابیت هستند. این بزرگان، با خانواده شاهی پیوند نزدیکی دارند.

## دولت ملی

### پادشاه
پادشاه عربستان سعودی

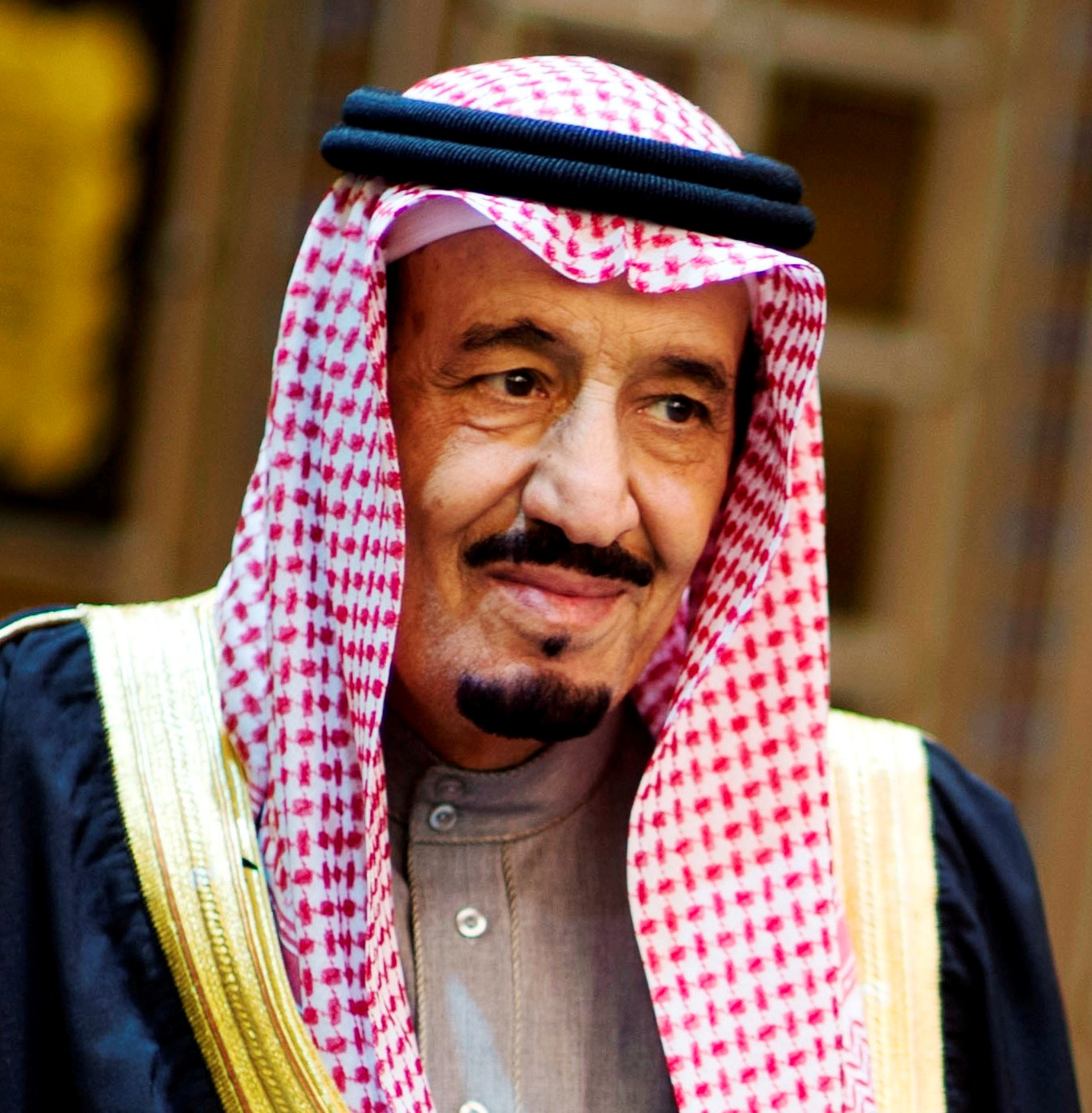
پادشاه سلمان عربستان

پادشاه رئیس کشور و پادشاه مطلقه (یعنی رئیس حکومت) عربستان سعودی است. گرچه بنا بر نظام اساسی حکومت که بر اساس دستور سلطنتی در سال ۱۹۹۲ مقرر شده، شاه باید بهاحکام اسلام و قرآن پایبند باشد. قرآن و سنت قانون اساسی کشور اعلام شده‌اند. هیچ قانون اساسی قانوناً لازمم الاجرای مکتوبی وجود ندارد و قرآن و سنت مقید به تفسیر مانده‌اند. این کار توسط علما، حاکمیت مذهبی سعودی انجام می‌شود. پادشاه به عنوان رئیس آل سعود عمل می‌کند. در عربستان سعودی به پادشاه خادم الحرمین الشریفین گفته می‌شود. این عنوان بر کنترل عربستان بر مسجدالحرام در مکه و مسجد النبی در مدینه تأکید دارد و در ۱۹۸۶ جایگزین صاحب الجلالة شده‌است.
حزب یا انتخابات مجاز نیست و به گفته شاخص مردم‌سالاری ۲۰۱۰ اکونومیست, دولت سعودی در بین ۱۶۷ کشور مورد ارزیابی هفتمین کشور دارای بیشترین اقتدارگرایی بود. حکومت در تسلط خانواده سلطنتی قرار دارد.

### خانواده سلطنتی
آل سعود
آل سعود یا خاندان سعود نام خاندان سلطنتی حاکم بر کشور عربستان است که از اواسط قرن بیستم و توسط عبدالعزیز بن عبدالرحمن بن فیصل به حکومت در عربستان سعودی دست یافت و تاکنون بر بخش‌هایی از شبه‌جزیرهٔ عربستان حکومت می‌کند.
تاکنون ۷ پادشاه آل سعود بر این سرزمین زمام امور را در دست داشته‌اند که نخستین پادشاه ملک عبدالعزیز بود. شش پادشاه پس از او همگی فرزند او و برادر هستند.
دودمان آل‌سعود قدرت را از سال ۱۹۳۲ میلادی در کشور عربستان در دست دارد و نام کشور را منسوب به نام دودمان خود کرده‌است.
در عربستان ۷ هزار اعضاء دودمان سلطنتی آل‌سعود، به تمامی کشور و بیش از ۲۵ میلیون ساکنان آن حکم‌رانی می‌کنند. این گروه علاوه بر در دست‌داشتن تمامی امور حساس کشور، ثروت‌های نجومی حاصل از فروش نفت و گاز و تمامی امور کشور را بدون حضور هر گونه نهاد انتخابی یا نظارت مردمی در اختیار خود گرفته‌اند.

## سیاست خارجی
دولت عربستان عضو جنبش عدم تعهد است. اما عملاً در طول نیم قرن گذشته متحد جهان سرمایه‌داری و ایالات متحده آمریکا بوده‌است. در جنگ ایران و عراق جانب صدام حسین را گرفت و ۲۵ میلیارد دلار کمک در اختیار صدام قرار داد. اما در جنگ خلیج فارس حمله صدام به کویت را محکوم و جزو ائتلاف آمریکا برای اخراج عراق از کویت شد.
با این حال جانب احتیاط را گرفت و از سرنگونی صدام که فضا را برای به قدرت رسیدن شیعیان هموار می‌کرد حمایت نکرد.
دفاع از عربستان و شبه جزیره عربستان و دفاع از عرب و روابط حسن همسایگی از اصول سیاست خارجی عربستان است. در سال ۱۹۳۰ وزارت امور خارجه پایه‌گذاری شد. در آن سال ۹ نمایندگی بیگانه در عربستان وجود داشت. اکنون ۱۵۷ نمایندگی و سفارتخانه وجود دارد که ۹۸ سفارت در ریاض و ۵۹ کنسولگری در ریاض و جده و ظهران وجود دارند.
در سال ۱۹۲۹، اولین سفارت عربستان در خارج در قاهره بازگشایی شد و تا سال ۱۹۳۶ (۱۳۵۴ قمری) به ۵ سفارتخانه و تا سال ۱۹۵۱ به ۱۸ سفارت افزایش یافت تا اکنون که بیشتر از ۷۷ سفارت و ۱۳ کنسولگری و سه مکتب تجاری وجود دارد.
عربستان سعودی برای بازسازی لبنان در سال ۱۹۹۰ (میلادی)، ۱۰۰ میلیون دلار آمریکا کمک اقتصادی نموده‌است. هم‌چنین از سال ۱۹۹۳ (میلادی)، ۲۰۸ میلیون دلار را برای کمک به مسلمانان فلسطین اختصاص داده‌است.

### تحریم علیه قطر
از تاریخ ۵ ژوئن ۲۰۱۷ عربستان در ائتلافی با کشورهای مصر، امارات متحده عربی، بحرین، مالدیو، لیبی و موریس کلیه روابط خود با قطر را قطع کرده، مرزهای هوایی، زمینی و دریایی را به روی این کشور بستند و اعمال تحریم‌هایی را علیه آن آغاز کردند.

## نظام حقوقی
نظام حقوقی عربستان سعودی برگرفته از فقه حنبلی یکی از مذاهب اسلامی است. بر اساس احکام دین اسلام، مردان در صورت تمایل مجاز به ازدواج با حداکثر چهار زن هستند.
مجازات زنای محصنه در کشور سعودی، سنگسار است.
مجازات قتل عمد، قاچاق مواد مخدر، عمل «لواط» و سرقت مسلحانه، در کشور عربستان سعودی اعدام است. بر اساس رویه معمول در عربستان سعودی، محکومان به اعدام را معمولاً سر بریدن است. اما در برخی موارد نیز محکومین به اعدام، تیرباران می‌شوند. در برخی موارد مرتبط با جرایم سنگین، جسد محکومین پس از گردن‌زده‌شدن برای عبرت به صلیب کشیده (چارمیخ) می‌شود.
مطابق سنت رایج در عربستان سعودی، در مراسم عروسی و میهمانی‌ها، محل میهمانان زن و مرد از هم جُداست.

## حق رای
دولت عربستان سعودی اعلام کرده که زنان نمی‌توانند در نخستین رأی‌گیری سراسری این کشور که گزینش شورای شهر است رأی دهند. علما این تصمیم دولت را تأیید و رأی دادن زنان را موجب فساد و خلاف عفت دانستند. عمر هیاج الزین به عنوان رئیس دولت اعلام کرد که زنان فاقد شایستگی لازم برای گزینش دربارهٔ نامزدهای رأی‌گیری هستند. هر چند برخی دیگر اعلام این ممنوعیت را مشکل هویت زنان می‌دانستند و این که بیشتر زنان کارت شناسایی ندارند.

## سیاست خارج از خانواده سلطنتی
سانسور در عربستان سعودی
در این کشور هرگونه سخنرانی و کنفرانس علیه پادشاه یا حکومت و اسلام بیشترین مجازات و تنبیه بدنی را دارد.

### تروریسم اسلامی
نوعی تروریسم مذهبی است که در آن انگیزه‌ها و اهداف ریشه در یا متأثر از تعابیر اسلامی داشته باشد. بر اساس برآوردها، در سال ۲۰۱۵، تروریسم اسلامی مسئول ۷۴ درصد مرگ‌های تروریستی جهان بوده‌است.

#### تروریسم در عربستان سعودی
تروریسم در عربستان سعودی به صورت رسمی به افراط گرایان اسلامی نسبت داده می‌شود. اهداف آن‌ها شامل غیرنظامیان خارجی - غربی‌هایی که در ارتباط با اقتصاد مبتنی بر نفت می‌باشند - و همچنین شهروندان عربستان و نیروهای امنیتی می‌باشند. حملات ضد غربی در عربستان سعودی از سال ۱۹۹۵ رخ داده‌است. خود عربستان سعودی نیز متهم به تأمین مالی تروریسم در کشورهای دیگر از جمله سوریه شده‌است.

#### حملات ۱۱ سپتامبر
عبارت است از سلسله‌ای از حملات انتحاری که در ۱۱ سپتامبر ۲۰۰۱، توسط گروه تروریستی اسلامی القاعده به رهبری اسامه بن لادن در خاک ایالات متحده آمریکا انجام شد.
هواپیماربایان در مجموع ۱۹ نفر بودند، که شامل ۵ نفر در پرواز شماره ۱۱ آمریکن ایرلاینز، ۵ نفر در پرواز شماره ۱۷۵ یونایتد ایرلاینز، ۵ نفر در پرواز شماره ۷۷ آمریکن ایرلاینز و ۴ نفر در پرواز شماره ۹۳ یونایتد ایرلاینز می‌شدند.
محمد محمد الأمیر عوض السید عطا معروف به «محمد عطا» یکی از پنج رباینده پرواز شماره ۱۱ آمریکن ایرلاینز بود که پس از ربودن هواپیما به عنوان خلبان کنترل هواپیما را به دست گرفته و آن را به برج شمالی کوبید. تنها تبعه مصری حاضر در حملات محمد عطا بود.
ملیت هواپیماربایان را ۱۵ تبعه عربستان سعودی، ۲ تبعه امارات متحده عربی، یک تبعه مصر و یک تبعه لبنان تشکیل می‌داد. تیم عملیاتی حادثه ۱۱ سپتامبر تماماً عرب و عضو سازمان القاعده بودند

### اعتراضات بهار عربی

#### اعتراضات ۲۰۱۱–۲۰۱۲ در عربستان سعودی
اعتراضات ۲۰۱۱ در عربستان سعودی مجموعه‌ای از راهپیمایی‌ها، اعتراضات و نافرمانی‌های مدنی که در ۲۰۱۱ میلادی در کشور عربستان آغاز شده‌است و بخشی از اعتراضات در جهان عرب (۲۰۱۰–۲۰۱۱) به‌شمار می‌رود. فعالان ۱۲خواسته خود از رژیم سعودی را مطرح کردند که بارزترین آن ایجاد نظام مشروطه بر اساس جدایی نظام پادشاهی از حکومت، تدوین قانون اساسی مکتوب و مصوب از سوی مردم که جدایی بین قوای دولتی را به رسمیت شناسد و شفاف عمل کردن مقامات و مبارزه با فساد و تشکیل دولتی در خدمت به مردم است.
در ۴ مارس ۲۰۱۱ میلادی اعتراضات مخالفان از شهرهای احساء و قطیف به ریاض پایتخت عربستان سعودی کشیده شد بدنبال آن حکومت سعودی در روز بعد آن اعلام کرد از این پس هرگونه تظاهرات و تجمع اعتراض‌آمیز ممنوع می‌باشد و در صورت تکرار با برخورد شدید پلیس همراه خواهد بود.